# The Dodos
Az The Dodos egy 2005-ben alakult amerikai indie rock együttes. Jelenlegi tagjai Meric Long (ének/gitár) és Logan Kroeber.

## Diszkográfia

### Albumok
- Dodo Bird Meric Long (2005)
- Beware of the Maniacs (Frenchkiss Records/Wichita Recordings, 2006)
- Visiter (2008) (Frenchkiss Records/Wichita Records, 2006)
- Time to Die (2009)
- No Color (2011)
- Carrier (2013)
- Individ (2015)
- Certainty Waves (2018)

### 7"
- Red and Purple (2008)
- Fools (2008)

## Külső hivatkozások
- Az együttes hivatalos weboldala